# Römischer Gutshof Geißlingen (Klettgau)

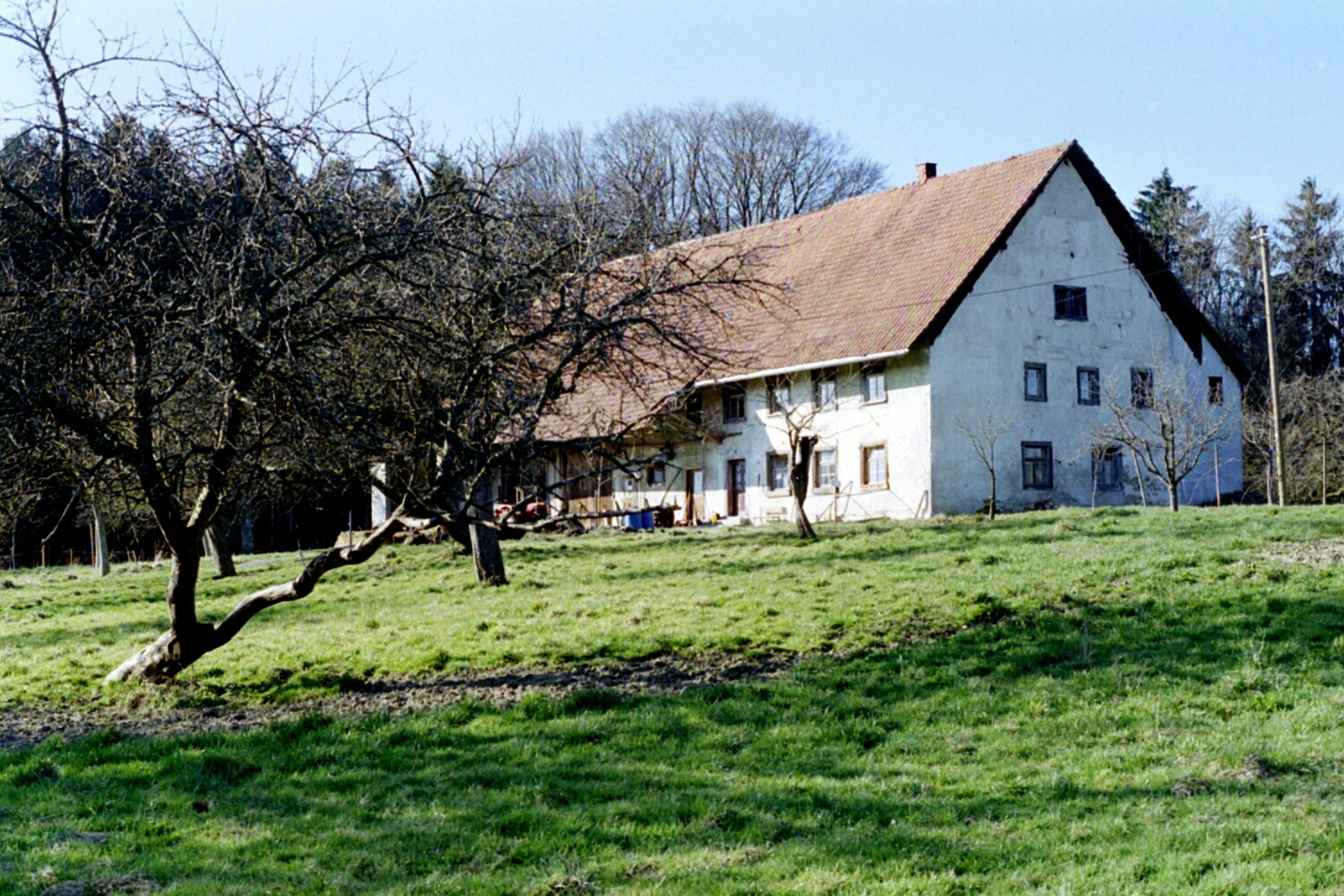
Der Heideggerhof auf dem Gelände der Villa, 2002

Der Römische Gutshof von Geißlingen in der Gemeinde Klettgau im Landkreis Waldshut in Baden-Württemberg, auch als „Heidenschloß“ bekannt, liegt heute wieder verdeckt an der Stelle des Bauernhauses Heideggerhof. Die Villa rustica wurde bereits 1795 ausgegraben, wobei deren Grundmauern danach teilweise für den Neubau genutzt wurden.

## Lage

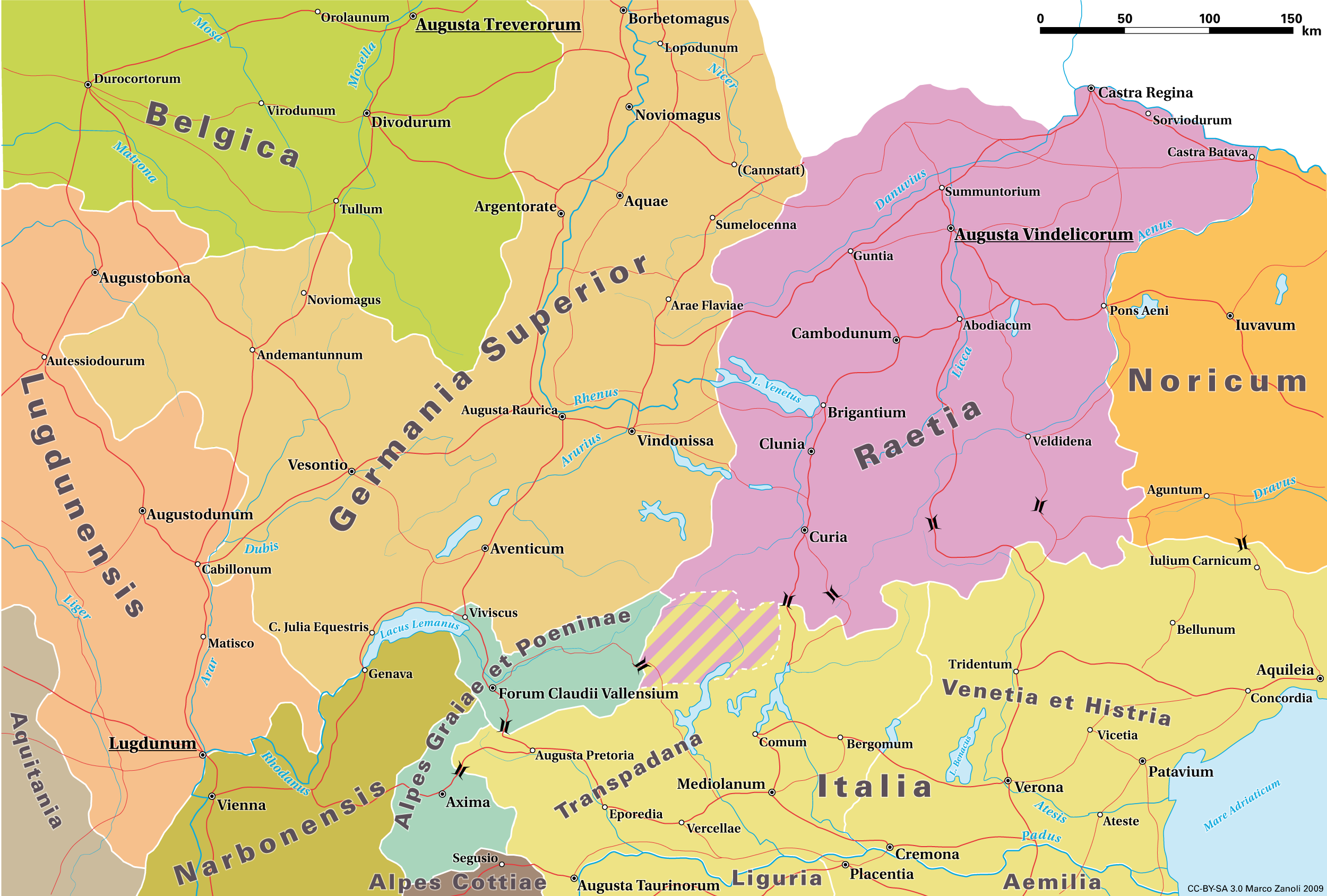
Der Gutshof lag an der Straße Vindonissa-Arae Flaviae westlich des Bodensees, kurz nach dem Rheinübergang

In der Heimatliteratur wird vermutet, dass es sich bei dem Bauwerk auch um eine römische Straßenstation – Mansio – zwischen den Römerstädten Tenedo (Bad Zurzach) und Juliomagus bei Schleitheim/Stühlingen gehandelt haben kann. Etwas abseits der damaligen Heeresstraße (unter der B 34) wäre ein dort gelegenes ‚Rasthaus‘ durchaus eine Möglichkeit: In römischer Zeit wurden ungefähr alle 15 km Pferdewechselstationen (mutationes) und ca. alle 40 km (= eine Tagesetappe) Rasthäuser (mansiones) errichtet.

## Ausgrabung
Die Villa, „deren ausgedehnter Trümmerhaufen noch im ausgehenden 18. Jahrhundert“ zu sehen war, „ließ der damalige Direktor der Fürstlich-Schwarzenbergischen Regierung in Tiengen, v. Weinzierl“, ausgraben und dabei „einen Plan der aufgedeckten Mauern zeichnen, der auch Skizzen von Architekturteilen enthält.“ Nicht sicher ist, ob der Bau – „das Herrenhaus“ – bei der Ausgrabung vollständig erfasst wurde.

## Befunde und Funde
„Der 41 x 42 m große Bau [war] mit einer Säulenvorhalle geschmückt und besaß profilierte Gesimse bzw. eckige Kapitelle von Pilastern [...]. Der Grundriß gehört generell zum Typus der Porticusvilla mit Eckrisaliten (aus der Hauptfront vorspringende Eckbauten). [...] Durch einen Mittelkorridor wird die Anlage in zwei Flügel unterteilt, in denen sich insgesamt 3 beheizte Räume befinden, zusätzlich, soweit nach dem Plan zu urteilen, auch noch ein Badetrakt.“
„Mehrere Räume waren ‚mit Blumen und anderen Zierarten al fresco bemalt, jedoch mit so verblichenen Farben, daß man zu keiner ganz deutlichen Vorstellung davon gelangen mochte.‘“ Von der Malerei wurden keine Zeichnungen angefertigt.
„Auf eine Ausstattung mit plastischen Bildwerken weist ein ebenfalls nicht mehr vorhandener ‚bärtiger Kopf auf meist verstümmeltem Rumpf‘, wahrscheinlich der Rest einer überlebensgroßen Götterfigur aus rotem Sandstein.“
Der zeitgenössisches Grabungsbericht vermerkt, dass „das heutige Bauernhaus völlig inner dem Raum des alten steht; nur gen West dürften jetzt die Aussenmauern hier und da zusammentreffen.“

### Verbleib der Funde
Die seinerzeit gemachten Funden wurden „laut H. Schreiber  der Universitätsbibliothek Freiburg übergeben und später der Sammlung des Archäologischen Instituts inkorporiert. Anfang des 20. Jahrhunderts müssen einige Stücke noch vorhanden gewesen sein, da C. Zangenmeister im CIL zu einem Ziegelstempel der 21. Legion vermerkt: ‚Freiburg i. Br. in antiquatio universitatis‘. Noch im Jahre 1908 wird ‚der bärtige Kopf einer steinernen Skulptur‘ in einem Brief erwähnt. [...] ihr weiterer Verbleib (bleibt) ungewiß. Vermutlich gingen sämtliche Funde vom Heidegger Hof 1944 bei den Bombenangriffen auf Freiburg, von denen auch die Sammlung des Archäologischen Instituts in der Bertoldstraße betroffen war, verloren.“

### Weitere Beobachtungen
„Nach 1795 fanden am Platz keine größeren Untersuchungen mehr statt. 1912 meldeten die Grundstücksbesitzer zwei römische Münzen.“ Es handelte sich dabei um einen Dupondius des Kaisers Mark Aurel von 161/162 n. Chr. und einen Sesterz des Kaisers Commodus aus dem Jahr 192 n. Chr. Nach der Angabe von Jürgen Trumm befinden sich die Münzen in einer „Privatslg. Albrecht, Geißlingen“.
„Berichte, wonach hinderliches Mauerwerk nach dem Pflügen ‚herausgerissen‘ worden sein soll, lassen auf weitere nicht gemeldete Funde schließen. 1949 beobachtete J. Schneider ca. 60 m südöstlich des Bauernhofes negative Bewuchsmerkmale im Getreide, die ein Rechteck von etwa 14 x 12 m ausbildeten und von einem Nebengebäude stammen dürften.“ Die Untersuchung eines 7 Meter tiefen Brunnenschachtes 1969 durch J. Schneider führte zu keinen Funden. „Luftbilder von 1998 zeigen ca. 100 m südöstlich des Bauernhofes die negativen Bewuchsmerkmale eines 14 x 10 m großen Nebengebäudes, das vermutlich an die Hofmauer angebaut war.“

## Geschichte
Nach dem römischen Feldzug zur Unterwerfung der Alpenvölker und der Besetzung des Voralpenlandes bis zum Hochrhein und der Donau mit einem Brückenkopf beim Römerlager Dangstetten 15 v. Chr., wurde vermutlich auch mit dem Straßenbau – mit dem Ausbau vorhandener keltischer Wegeverbindungen – zur militärischen Sicherung des Vorfeldes bis zur Wutach begonnen.

### Heerstraße durch den Klettgau

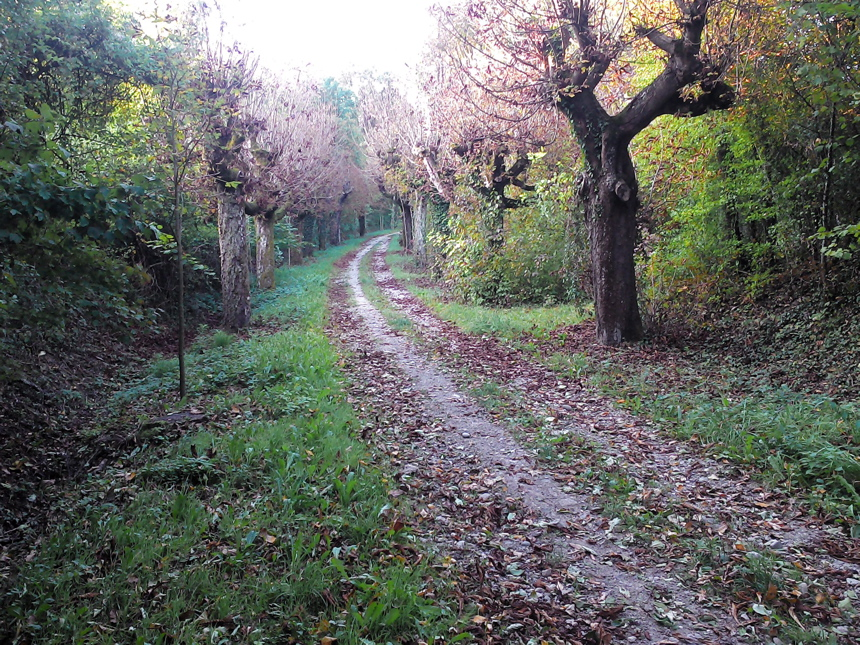
Die noch erhaltene und bis 1870 benutzte Trasse der römischen Hauptstraße bei Bechtersbohl, 2015. Ursprünglich in doppelter Breite

Die Heerstraße führte vom Lager Dangstetten über die Passhöhe Bechtersbohl unterhalb der heutigen Küssaburg nach einer Biegung östlich durch den Klettgau nach Schleitheim. Bei der Biegung nach rechts – unter der Trasse der heutigen Bundesstraße 34 – führte eine Straßenverbindung geradeaus nach Schwerzen.

### Nebenstraße zur Wutach
Laut Heimatforschung war dies eine von den Römern ausgebaute Nebenstraße hin zu einem Wutachübergang: Egon Gersbach schreibt, dass „ein alter Straßenzug wutachaufwärts führt, der seinen Ausgangspunkt in Zurzach, dem römischen Tenedo, hat [...] und zu Füßen des Semperbuck“
in Richtung Horheim weist. Die Fortsetzung ermittelte J. Trumm: Westlich der Horheimer Höfe „befindet sich das ‚Altstädtle‘, ein früher teilweise mit Reben, heute mit Streuobstwiesen bestandener Hügel. Westlich daran vorbei verläuft ein alter Weg, im Volksmund ‚Römerstraße‘ genannt, der bei Horheim die Wutach überquert und dann fast geradlinig nach Norden [...] bis nach Bettmaringen, von dort möglicherweise weiter bis nach Bonndorf führt.“ Auf dieser Linie von Bechtersbohl nach Horheim verläuft heute eine kleine Nebenstraße, deren nach wie vor große Bedeutung das hohe Verkehrsaufkommen im lokalen Berufsverkehr beweist.

### Existenzdauer

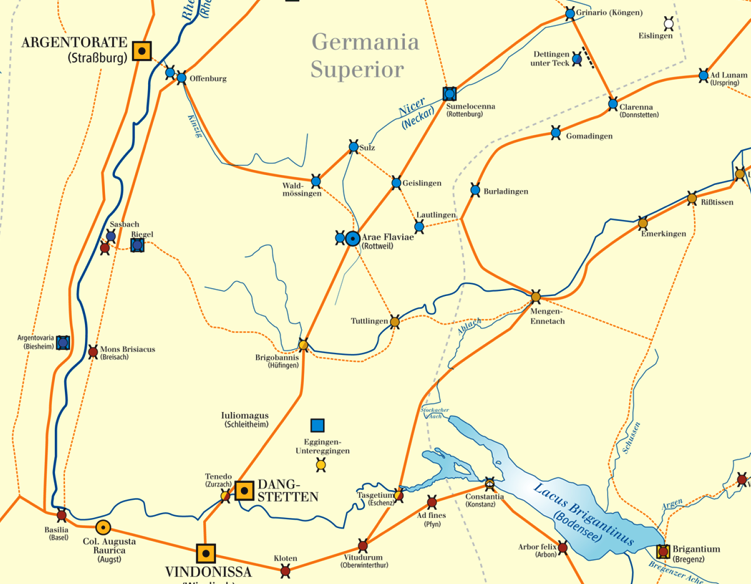
Die Römerstraße Neckar–Alb–Aare (Mitte) mit der Teilstrecke Dangstetten-Juliomagus

Die Anlage der Villa wird vermutlich erst nach der allgemeinen römischen Besiedlung des süddeutschen Raumes nach der Durchführung des Schwarzwaldfeldzuges (73/74 n. Chr.) der faktisch ein großes Straßenbauunternehmen war, anzunehmen sein. Der Gutshof lag in der Provinz Germania superior, die ab 90 n. Chr. eingerichtet wurde, er könnte als Straßenstation jedoch schon wesentlich früher erbaut worden sein.
Die Existenzdauer der Villa war davon abhängig, wie lange die Landschaft Klettgau in der Zeit der ‚Alamannenstürme‘ ab 260 n. Chr. als römischer Brückenkopf noch bestand. Anhaltspunkte zum Zeitpunkt einer Aufgabe oder Zerstörung der Villa von Geißlingen wurden keine festgestellt.